# Trithemis aconita
Trithemis aconita е вид водно конче от семейство Libellulidae. Видът не е застрашен от изчезване.

## Разпространение
Разпространен е в Бенин, Ботсвана, Гана, Гвинея, Демократична република Конго, Екваториална Гвинея, Етиопия, Замбия, Зимбабве, Камерун, Кения, Кот д'Ивоар, Либерия, Малави, Мозамбик, Намибия, Нигерия, Сиера Леоне, Танзания, Того, Уганда и Южна Африка.